# 天桥区
天桥区，是中华人民共和国山东省济南市的一个市辖区。區政府駐無影山街道堤口路53號。全区面积258.97平方千米，城区建成区面积60.4平方千米。2023年统计全区共有户籍人口47.93万人，常住人口73.08万人。

## 行政区划
天桥区下辖15个街道办事处：
无影山街道、天桥东街街道、工人新村北村街道、工人新村南村街道、堤口路街道、北坦街道、制锦市街道、宝华街道、官扎营街道、纬北路街道、药山街道、北园街道、泺口街道、桑梓店街道和大桥街道。

## 人口
截至2023年，全区户籍人口为47.93万人，比2022年增加了0.23万人。具体来说，其中城镇人口为45.04万人，乡村人口为2.89万人。全区常住人口为73.08万人，城镇化率达到97.71%。